# 외재 이단하 내외 옷
외재 이단하 내외 옷(畏齋 李端夏 內外 옷)은 대한민국 강원특별자치도 정선군에 있는, 조선 중기의 문신 이단하(1625~1689)와 그의 부인이 입었던 복식 유물이다. 1965년 10월 12일 대한민국의 국가민속문화재 제4호로 지정되었다.

## 개요
조선 중기의 문신 이단하(1625~1689)와 그의 부인이 입었던 옷과 머리 장식품들이다. 외재 이단하는 송시열의 제자로 현종 3년(1662) 문과에 급제하였고 숙종 때에는 대제학에 올랐으며 우의정을 거쳐 좌의정까지 지냈던 인물이다. 재직할 때에는 청렴하기로 이름이 났고 죽은 뒤에는 그의 학문과 충성심을 높이 여겨 나라에서 ‘문충(文忠)’이란 시호를 내렸다.
이 유물들은 좌의정 시절 외재 이단하가 입었다고 전해지는 중치막 1점과 그의 부인이 입었던 대례복 1점, 누비저고리 1점, 그리고 머리 장식품인 봉대 1점, 다리 1점, 도투락댕기 1점, 용잠 1점 등 모두 7점으로 이루어져 있다.
중치막은 사대부들이 관복 속에 입거나 겉옷으로 평소에 입는 옷인 창의의 일종으로, 지금의 두루마기와 비슷한 모습이지만 동정이 없고 소매가 넓고 길며 옆이 터져있는 흰 모시로 만든 겉옷이다.
대례복은 녹색으로, 어깨와 밑부분에 금실로 수놓은 넓은 단이 있고 안쪽은 붉은색으로 선이 둘러져 있다. 뒤가 앞보다 길고 소매가 길고 넓으며, 소매 끝에는 홍(紅)·황(黃)색의 줄과 덧댄 소매인 흰색의 한삼이 붙어 있다. 대례복을 입을 때 큰 머리를 하기 위해 사용했던 것으로 보이는 103cm나 되는 가발과 자주색 바탕에 금박을 입힌 도투락댕기, 동(銅)에 금을 입힌 용무늬가 있는 비녀, 그리고 붉은색 바탕에 봉황무늬를 금박한 봉대 등은 함께 사용했던 것으로 보인다. 그 외 누비저고리는 방한용으로 입었던 것으로 보인다.
복식은 시대에 따라 그 양식이 달라지는데 이 유물은 시대와 착용자를 알 수 있는 것으로, 조선 중기의 복식 형태를 연구하는데 중요한 자료이다.

## 참고 자료
- 외재 이단하 내외 옷 - 국가유산청 국가유산포털